# 奇兰 (华盛顿州)
奇兰（英語：Chelan；發音： /ʃəˈlæn/）是美国华盛顿州奇兰县下属的一座城市。根据 2000年美国人口普查，该市有人口3,522人。根据2010年美国人口普查，该市有人口3,890人。而2011年估计该市有3,945人。此市位於奇蘭湖的東南端、流入奇蘭河之處。
奇兰是韦纳奇-東韋納奇都會統計區的一部份。

## 姐妹市
奇兰有一個姐妹市：
- 日本兵庫縣東条町（現已併入加東市）

## 相片集

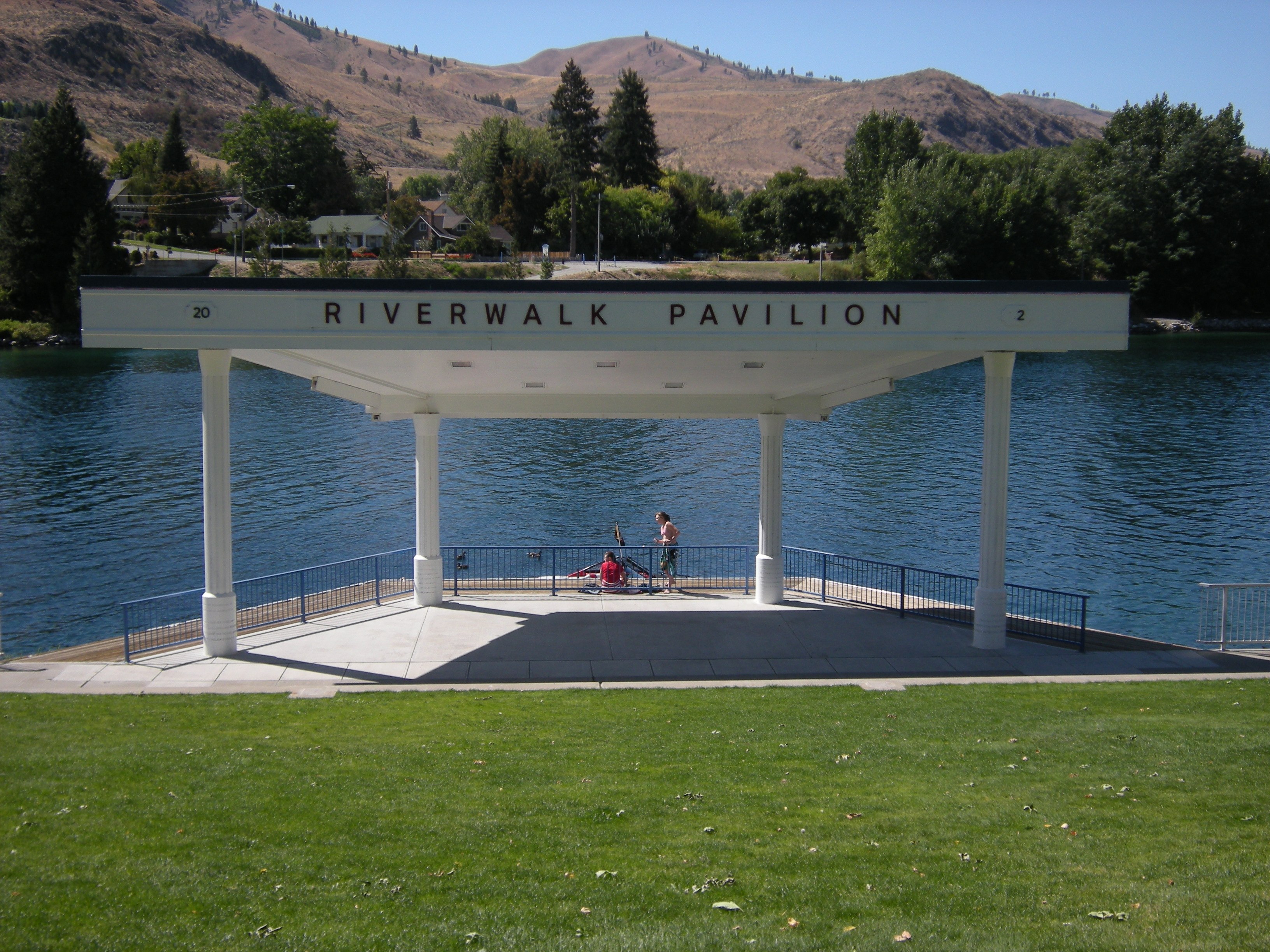
河畔涼亭
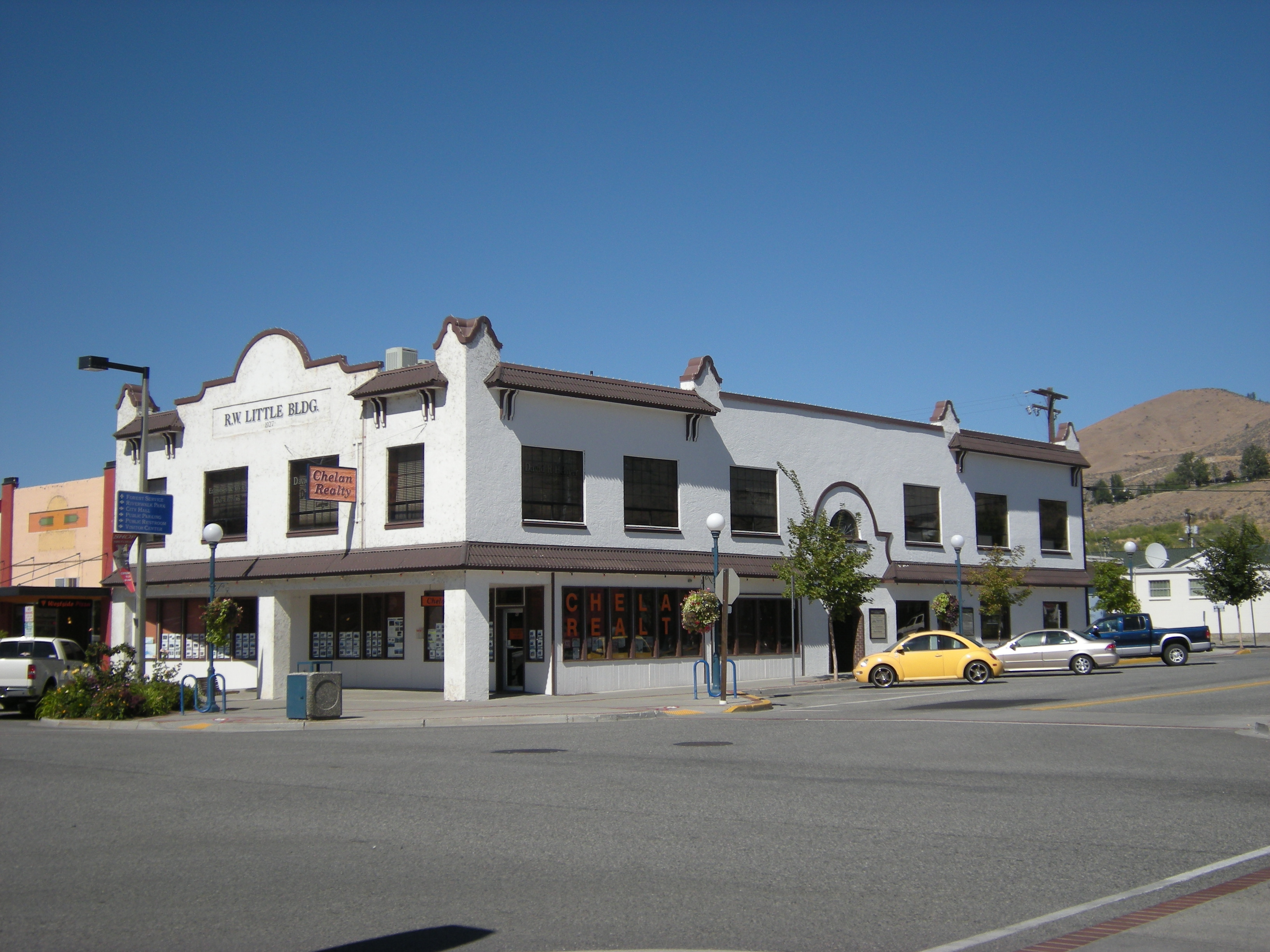
R. W. Little大樓
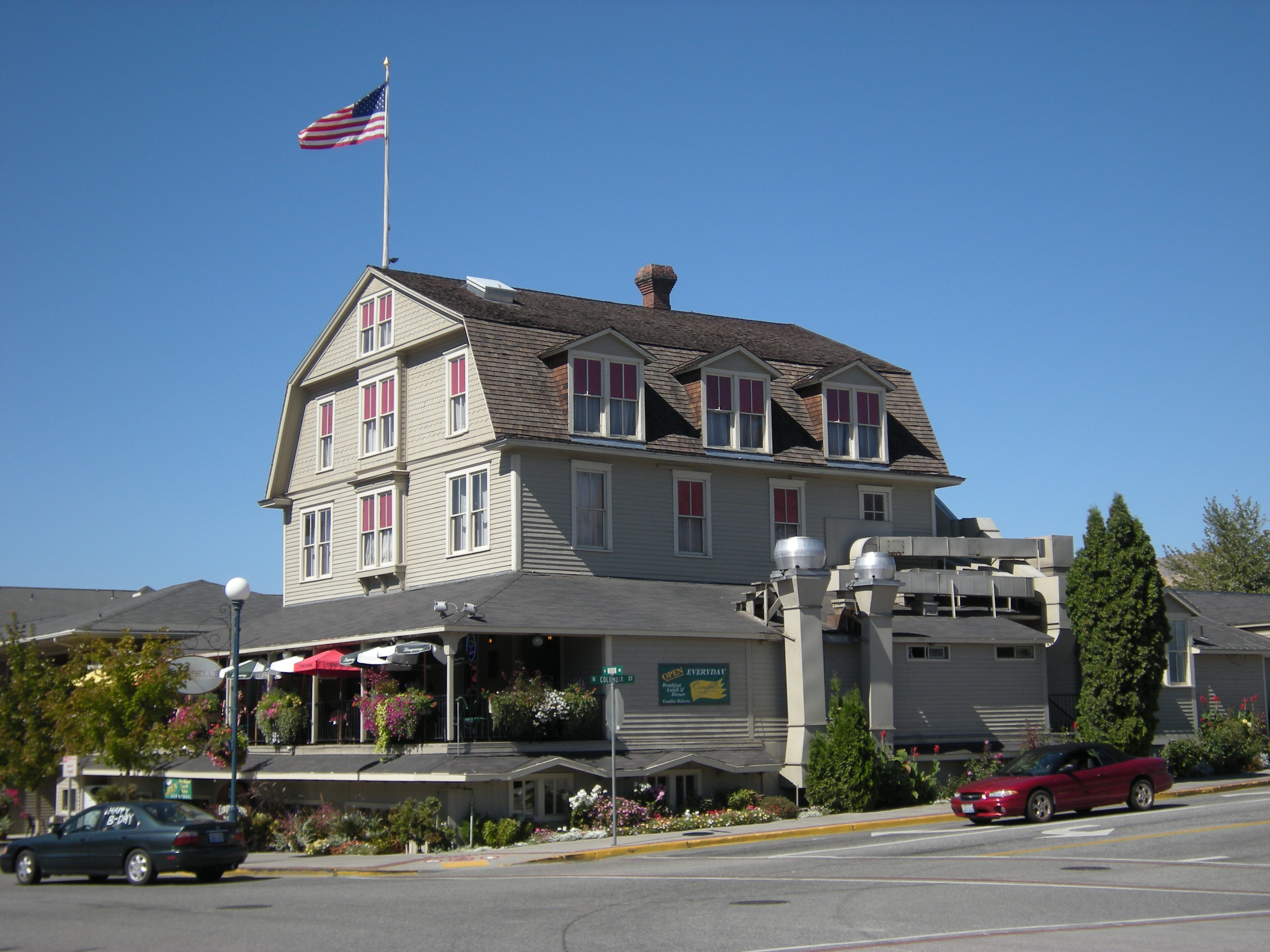
Campbell宅

## 外部連結
- （英文） 奇兰市官方網站（页面存档备份，存于）
- （英文） 奇兰市（页面存档备份，存于） at HistoryLink
- （英文） 中的“奇兰 (华盛顿州)”